# Sleepnet (onderzoeksmethode)
De term sleepnet wordt gebruikt voor een onderzoeksmethode van politie en geheime diensten waarbij een grote hoeveelheid gegevens wordt doorzocht
die niet specifiek verzameld zijn voor het doel waarvoor zij gebruikt worden. Door toepassing van de sleepnetmethode worden gegevens doorzocht van
personen die niet bij voorbaat verdacht zijn. In principe is dit in democratische landen strijdig met geldend recht, maar het wordt vaak gerechtvaardigd
met een verwijzing naar de noodzaak van strijd tegen ernstige misdrijven zoals terrorisme.

## Fysiek sleepnet
Een fysiek sleepnet wordt bijvoorbeeld toegepast als bij een verkeerscontrole niet alleen op verkeersovertredingen wordt gelet maar ook op het bezit van drugs of vuurwapens of op de aanwezigheid van illegale bestuurders of inzittenden.

## Elektronisch sleepnet
Van een elektronisch sleepnet is sprake als door onderzoek van grote en vaak ook gekoppelde bestanden verdachten worden opgespoord. Door koppeling van vluchtgegevens en bankafschrijvingen kan bijvoorbeeld het vermoeden ontstaan dat iemand op vakantie zwart geld heeft uitgegeven. In 2018 ging in Nederland de wet op de inlichtingen- en veiligheidsdiensten in waarbij deze diensten de bevoegdheid krijgen op grote schaal gegevens af te tappen.